# Hanceville
Hanceville é uma cidade localizada no estado americano do Alabama, no Condado de Cullman.

## Demografia
Segundo o censo americano de 2000, a sua população era de 2951 habitantes.
Em 2006, foi estimada uma população de 3222, um aumento de 271 (9.2%).

## Geografia
De acordo com o United States Census Bureau, a localidade tem uma área de 10,6 km², sem área coberta por água. Hanceville localiza-se a aproximadamente 196 m acima do nível do mar.

## Localidades na vizinhança
O diagrama seguinte representa as localidades num raio de 16 km ao redor de Hanceville.